# Legio I Germanica

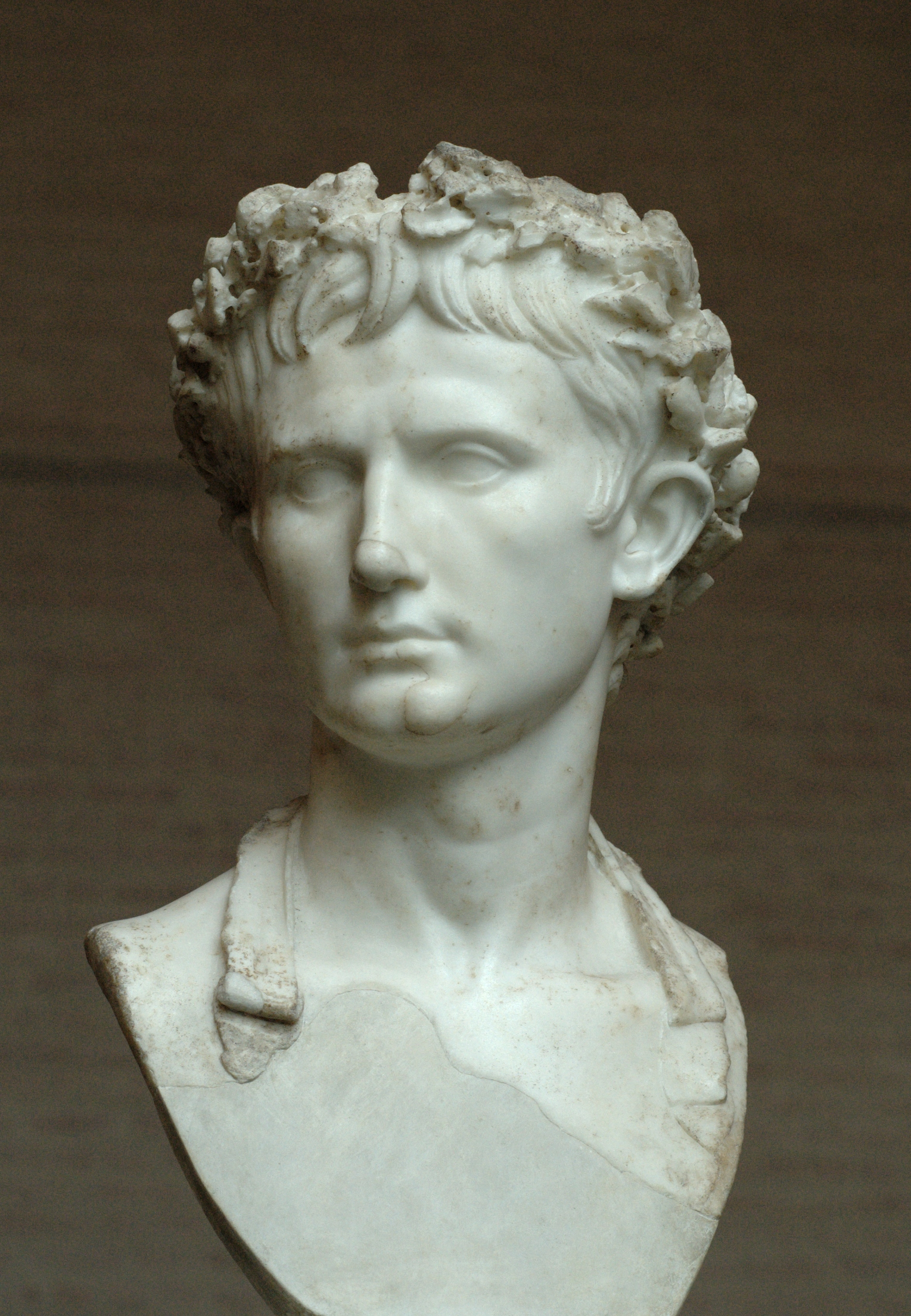
Un statut

La légion I Germanica, fut une légion de l’armée romaine, levée probablement en 48 av. J.-C. par Jules César au cours de la guerre civile qui l’opposa à Pompée. Son histoire demeure incertaine jusqu’en 14 ap. J.-C. On croit cependant qu’après un premier engagement aux côtés de César lors de la bataille de Dyrrachium, elle lui demeura fidèle et, après son assassinat, servit Auguste. Elle aurait ensuite été envoyée en Espagne combattre les Cantabres et les Astures et aurait alors subi plusieurs défaites qui lui auraient fait perdre le cognomen d’Augusta. 
Le surnom « germanique », qu’elle reçut sous Tibère, fait référence à la période où elle combattit en Germanie et non à l’origine des soldats qui la composaient. D'abord stationnée près de Cologne, elle alla fonder en 35 le campement de Castra Bonnensia (Bonn). Après le suicide de Néron, la Legio I acclama son propre commandant, Vitellius, comme empereur. Rapidement devenu impopulaire, celui-ci fut renversé par Vespasien pendant que continuait en Germanie inférieure la révolte des Bataves. Une fois au pouvoir, Vespasien envoya une armée composée de huit légions remettre de l’ordre dans la région rhénane. La première légion qui se retrouvait du côté des rebelles en raison de son appui à Vitellius fut défaite et les légionnaires qui survécurent furent intégrés à la septième légion de Galba qui devint la VIIe Gemina. 
On ne connait pas l’emblème de cette légion, mais il est probable que, comme toutes les autres légions levées par César sauf la Ve Alaudae, cet emblème ait été le taureau.

## Origine
L’histoire de la légion jusqu’en 14 ap. J.-C. demeure assez confuse, les légions républicaines n’ayant qu’un numéro d’ordre.
Deux théories peuvent expliquer la création de la Ire Germanica. Selon la plus vraisemblable, elle aurait été levée par Jules César en 48 av. J.-C. pour participer à ses côtés à la guerre civile qui l’opposait à Pompée. Son premier engagement connu est celui de la bataille de Dyrrachium qui opposa les deux hommes le 10 juillet 48 av. J-C. et prélude à la bataille de Pharsale, un mois plus tard qui donna l’avantage définitif à César.
La deuxième théorie attribue sa création à Caius Vipsanius Pansa, un partisan de César qui périt à la bataille du Forum Gallorum contre Marc Antoine en 43 av. J.-C. La légion I aurait été recrutée la même année en vue de cette campagne,.
Quoi qu’il en soit, après l’assassinat de César cette légion resta loyale à Auguste qui l’utilisa en 36 dans sa lutte contre Pompée,. Elle se serait alors méritée le cognomen d’Augusta.

## Disgrâce en Espagne
Après la bataille d’Actium en 31 av. J.-C., la légion aurait été stationnée de 30 av. J.-C. à 17 av. J.-C. en Espagne dans la province d’ Hispania Terraconensis. Sous la conduite de Marcus Agrippa, elle aurait pris part à la construction de la colonie d’Acci avec la Legio II Augusta et combattit les Cantabres et des Astures, campagne qui dura de 25 à 13 av. J.-C. et qui impliqua de nombreuses légions : la II Augusta, la IIII Macedonia, la V Alaudae, la VI Victrix, la VIIII Hispania, la XX Valeria Victrix et probablement la VIII Augusta. Des vétérans de cette légion furent établis à Luceria (Italie), Barcelonne et à Cartenna (province de Maurétanie) . Toutefois, les légionnaires furent vaincus par les ennemis aux mains desquels ils perdirent leurs étendards (vexillae – enseignes de manipules), déshonneur suprême, à la suite de quoi la légion aurait perdu le cognomen d’Augusta. C’est du moins ce qu’il est permis de croire si l’on rapproche diverses inscriptions sur des monnaies frappées en Espagne faisant référence à une « légion I » qui y aurait été stationnée et une allusion de Dion Cassius au fait qu’une légion aurait perdu son surnom d’Augusta après divers revers aux mains de l’ennemi,. Si ces deux références font allusion à la même légion, ceci expliquerait à la fois l’absence du cognomen « Augusta » et de l’emblème du taureau. 

## Service distingué en Germanie
Vers 16 av. J.-C., on retrouve la légion en Germanie où sous les ordres de Nero Claudius Drusus, frère puiné de Tibère, elle contribua à la fondation du camp de légionnaires de Moguntiacum (Mayence), à cette époque à l'embouchure du Rhin et siège du pouvoir romain dans la région. Elle prit part l’année suivante à la campagne conduisant à la conquête et à l’annexion de la Vindélicie à la province de Rhétie. C’est là (peut-être après une bataille près du lac de Constance) que, selon les Annales de Tacite, elle aurait reçu de nouveaux étendards de Tibère. Cependant, cette affirmation pose problème, car seules de nouvelles légions ou des légions reconstituées recevaient des étendards. Il n’est pas impossible que la légion ait été dissoute après ses défaites en Espagne et la disparition de presque tous ses soldats, et qu’elle ait été reconstituée en Germanie où elle aurait alors pu recevoir de nouveaux vexillae.
Son premier quartier général fut à Oppidum Ubiorum (Cologne) dans la province qui devait devenir la Germanie inférieure. À ce moment, cinq légions étaient stationnées dans la province sous le commandement de Publius Quinctilius Varus.
À l’été de 6 ap. J.-C., la légion I prit part avec au moins sept autres légions à la campagne de Tibère contre Marobodus, roi des Marcomans en Tchéquie.  
En 9 après J.-C., Varus et trois légions furent attirées vers le nord du pays et annihilées lors de la bataille de Teutobourg. Heureusement, Varus n’avait pas emmené toutes les légions de l’armée. Deux légions étaient restées dans leur camp : la légion I et la légion V Alaudae toutes deux commandées par un neveu de Varus, Lucius Asprenas. Celles-ci allèrent s’établir pour l’hiver sur le Rhin inférieur (Vetera, aujourd’hui Xanten en Rhénanie-du-Nord-Westphalie) pour y protéger les forteresses de Germanie inférieure et prévenir toute attaque des Germains contre la Belgique.
Après la défaite de Varus, Tibère, fils adoptif d’Auguste et frère de Drusus, prit le commandement de l’armée du Rhin qui fut renforcée à huit légion. La Ire légion fut transférée  à Cologne. C’est là qu’elle se trouvait lorsqu’elle reçut de Tibère le cognomen de Gemanica en 14. La même année, des vétérans de cette légion furent établis en Rhétie. Lorsque Tibère retourna en Italie, en l’an 13, Germanicus, fils de Drusus, prit le commandement, alors que Tibère devenait empereur à la mort d’Auguste.
De 14 à 16, les huit légions participèrent aux opérations sur la rive droite du Rhin. Les légions II Augusta, XIII Gemina, XIIII Gemina et XVI Gallica faisaient partie de l’armée de Germanicus, alors que la I Germanica, V Alaudae, XX Valeria Victrix et XXI Rapax étaient sous les ordres de Aulus Caecina Serverus.

## Mutinerie sur la frontière de la Germanie
Peu après l’avènement de Tibère, en 14, une mutinerie éclata dans un camp de Pannonie, les légionnaires exigeant un terme d’office plus court et une augmentation de leurs primes. La mutinerie s’étendit bientôt aux légions XXI Rapax, V Alaudae et I Germanica, cette dernière étant à son campement de Cologne. Germanicus, alors en Gaule, dut revenir précipitamment sur les bords du Rhin et négocier avec les mutins pendant que les Germains, de l’autre côté du limes, s’apprêtaient à intervenir, .
Germanicus réussit à négocier un compromis qu’il fit aussitôt ratifier par le Sénat de Rome. Les légionnaires qui avaient participé à la mutinerie furent jugés en cour martiale ; les centurions durent également voir leur commandement confirmé par la même cour. Germanicus put retourner à Rome et la Ire Germanica reprendre son service, mais son honneur était flétri. Elle demeura en Germanie inférieure, participant à toutes les campagnes sur le Rhin et le Danube. 

## Disgrâce finale et démantèlement
En 21, des détachements des quatre légions du Rhin (I Germanica, V Alaudae, XX et XXI Rapax) sous le commandement d’un tribun de la Legio I Germanica, Torquatus Novellius Atticus furent envoyés réprimer la rébellion des Turones, population gauloise habitant la région de l’actuelle Touraine, dirigée par Julius Sacrovir et Julius Florus. On sait peu de choses sur les mouvements de la légion dans les années qui suivirent. Des détachements de la Legio I Germanica et de la Legio XX Valeria Victrix furent stationnés dans les années 30 à Alteburg, quelques kilomètres au sud de la Colonia Claudia Ara Agrippinensium (Cologne). En 35, la Legio I Germanica quitta Cologne pour aller fonder le campement militaire de Castra Bonnensia (Bonn).
Au printemps 68, le mécontentement grandissait contre l’empereur Néron. Plusieurs légats (gouverneurs) complotèrent pour le renverser. Parmi eux, Lucius Clodius Macer en Afrique, qui avait l’appui de la Legio I Macriana Liberatrix, et Vindex en Gaule qui appuyait le légat d’Hispania Tarraconensis, Servius Sulpicius Galba. Ce fut le début de la révolte batave des années 69-70. Avec la V Alaudae, la XV Primigenia et la XVI Gallica, la Legio I Germanica marcha vers le sud et battit Vindex. Les légionnaires s’attendaient à être récompensés pour leur fidélité. Mais sur les entrefaites, Néron se suicida et Galba appuyé par la toute nouvelle VIIe légion marcha sur Rome où il fut proclamé empereur en juin 68. Il ne devait régner que six mois, bientôt remplacé par Othon. L’armée de Germanie supérieure décida alors le Ier janvier 69 de se révolter. Deux jours plus tard, la légion de Germanie inférieure se joignait à elle avec les légions de Gaule, de Bretagne et de Rhétie. Les légions décidèrent d’acclamer le légat (gouverneur), Vitellius, empereur. Quoique commandant les légions en tant que légat, Vitellius n’était pas un militaire de carrière. Il demeura en Gaule envoyant ses généraux, Fabius Valens, commandant la légion I Germanica et Aulus Caecina Alienus, commandant la légion IV Macedonia, renverser Othon. Les deux généraux affrontèrent Othon lors de la bataille de Bedriac après laquelle Othon se donna la mort; Vitellius fut alors reconnu empereur,.
En Germanie inférieure, la révolte batave se poursuivait : après la mort de Vindex, la révolte prit une tournure plus radicale sous la conduite de Julius Civilis. Les Trévires et les Lingons, dirigés par Julius Sabinus, se rangèrent aux côtés de Civilis ; ce dernier s’autoproclama « césar ». Après quoi, il s’empara de plusieurs forts romains et, à la tête de plusieurs tribus, marcha sur les quartiers généraux des légions V et VX à Castra Vetera, invitant celles-ci à se joindre à la cause de Vespasien. La légion I Germanica, fidèle à Vitellius et commandée par Herennius Gallus, la légion XVI Gallica et la légion XXII Primigenia de Germanie supérieure tentèrent de venir à leur secours, mais les légions V et XV durent se rendre en mars 70, suivies peu après par la Legio I Germanica et par la VXI Gallica,.
Il fallut plusieurs mois à Vespasien pour réunir une armée composée de huit légions sous la direction de Quintus Petillius Cerealis remettre de l’ordre sur le limes rhénan. À son approche, les deux légions rebelles s’enfuirent vers la région d’Alsace-Lorraine sur la rive gauche du Rhin. La legio I Germanica ne devait pas retourner à son quartier général. Les légions V Alaudae et XV Primigenia ne furent pas reconstituées; les légions XVI Gallica et III Macedonica qui protégeaient Mayence furent renommées XVI Flavia Firma et III Flavia Felix. Quant à ce qui restait de la Legio I Germanica, il fut incorporé avec ce qui restait de la Legio VII de Galba pour devenir la Legio VII Gemina (Jumelle),.